# Циганка Аза
«Циганка Аза» — український радянський художній фільм режисера Григорія Кохана, сфільмований у 1987 році на кіностудії «Національна кіностудія художніх фільмів ім. О. Довженка», за однойменною п'єсою Михайла Старицького. Прем'єра стрічки відбулась 15 серпня 1988 року.

## Синопсис
Циган Василь (Ігор Крикунов) закохався в українську дівчину Галю (Олена Пономаренко), та заради неї вирішив залишитися в селі. Галя наперекір батькам одружується з Василем. Пройшов час, і Василь занудьгував за рідними…

## У ролях
| Актор                 | Роль                               |
| --------------------- | ---------------------------------- |
| Ляля Жемчужна         | Аза, головна роль                  |
| Ігор Крикунов         | Василь, головна роль               |
| Вікторас Шінкарюкас   | Апраш, головна роль                |
| Олександр Бондаренко  | Пилип, головна роль                |
| Берта Хапава          | Гордиля, мати Василя, головна роль |
| Олена Пономаренко     | Галя, головна роль                 |
| Геннадій Гарбук       | Наум Лопух                         |
| Сергій Ерденко        | Діго                               |
| Георгій Цвєтков       | Анто                               |
| Серафима Золотарьова  | Феся                               |
| Тетяна Оглу           | Вольга                             |
| Белаш Вишневський     | Сервус                             |
| Катерина Жемчужна     | Стася                              |
| Дмитро Бузильов-Крецо | Янко                               |
| Маіс Саркісян         | корчмар                            |
| Костянтин Артеменко   | селянин, епізодична роль           |
| Наталія Гебдовська    | епізодична роль                    |
| Михайло Ігнатов       | селянин, епізодична роль           |
| Микола Кочегаров      | пан Бронек, епізодична роль        |
| Єлизавета Дєдова      | епізодична роль                    |
| Станіслав Молганов    | епізодична роль                    |
| Олена Чекан           | епізодична роль                    |
| Наталія Панчик        | епізодична роль                    |
| Василий Фушич         | епізодична роль                    |

## Знімальна група
- Режисер-постановник: Григорій Кохан
- Режисер-асистент: Григорій Зільбельман
- Сценаристи: Ярослав Стельмах, Григорій Кохан
- Оператор-постановник: Аркадій Першин
- Оператор: Олег Глущук
- Оператор комбінованих зйомок: Микола Шабаєв
- Режисери монтажу: Галина Калашникова
- Композитор: Володимир Гронський
- Художники-постановники: Віктор Мигулько
- Художник комбінованих зйомок: Віктор Демінський
- Художник-гример: Алла Бржестовська
- Художник по костюмах: Алла Шестеренко
- Художник-декоратор: В'ячеслав Рожков
- Редактор: Іван Кочан
- Директор: Григорій Чужий